# Amischa continentalis
Amischa continentalis är en skalbaggsart som först beskrevs av Max Bernhauer 1909.  Amischa continentalis ingår i släktet Amischa och familjen kortvingar. Inga underarter finns listade i Catalogue of Life.